# 鱷魚手記
《鱷魚手記》是台灣作家邱妙津1994年出版（1997年第二版）的首部女同志長篇小說。書中以情感濃密，內心痛苦折磨的文字，描繪女同志的身分認同、情感歸屬與自我探求，並以詼諧手法穿插了鱷魚的故事，以「鱷魚」象徵同志在異性戀為主流的社會中，必須穿著人裝、隱身生活。
曾獲時報文學獎推薦獎，甫發行便震驚文壇，是90年代台灣重要女同志小說代表作之一，亦是台灣文學史上十分重要的一部作品。書中「鱷魚」、「拉子」等詞也取代「女同性戀者」這個舊詞，成為台灣女同志的自稱用語；而其衍生詞「拉拉」更在香港、中國熱烈流傳。

## 內容
《鱷魚手記》是邱妙津大學時期的作品，共八篇手記，每篇手記代表大學四年的一個學期。小說內容圍繞在拉子、吞吞、至柔、水伶、楚狂、夢生等人的大學生活，作者以第一人稱的角度，以私密手記的形式描述主角拉子對於自我認同與情感歸屬的矛盾，她透過愛欲掙扎的文字，真摯地情感告白，並描繪了九零年代同性戀者在以父權為主體的社會下、面對自身的同性之愛的心理困境。
雙數章節則以一擬人化鱷魚的獨白，另組合成獨立於單數章節之外的寓言，諷刺、影射「鱷魚╱性異常者」在人類社會孤獨、受壓迫的命運。單數、雙數章節以不同材料、敘述手法的雙結構牽動出同一主題的心理及政治層面。

## 本書特色
小說以雙重敘事主線進行，除了拉子等人的大學生活，與周遭人物故事外，另一個敘述線便是反覆出現、交織在文本中的鱷魚寓言式的書寫。桑梓蘭在其著作中提到，本書是寫實主義和動物寓言的揉合，邱妙津以蒙太奇和跳躍剪接（jump-cutting）的手法來組織架構，可視為《鱷魚手記》的一大特色。作家紀大偉認為，這兩條線並沒有明確的互相定義關係，但一般認為鱷魚象徵了表面看起來友善害羞但內心孤寂的拉子，或象徵了同性戀者。
書中象徵式的書寫筆法，常給讀者抽離的感受，看似毫無有機關聯的穿插、介入、描寫，貫穿整篇小說文本。其中邱妙津所使用的鱷魚符號，是否有明顯的指涉，並被賦予特殊意義，經常成為備受討論的問題。
作家紀大偉在專欄中寫道：其實鱷魚代表了什麼，並沒有確定的答案。牠並不像真正的鱷魚或任何惡獸，小說中其實也沒明說牠代表了同性戀者或拉子。平心而論，牠就是一個空洞的符號，但讀者往往將這個空洞的符號讀做同性戀或拉子。而學者劉亮雅及研究者湯子慧皆認為鱷魚即女同性戀者。

## 相關評論
- 陳芳明在《台灣新文學史》中提到：「那是一個欲開未開的年代，同志小說被迫停留在反覆求索的階段。在面對社會之前，必須優先面對自我。未能身歷其境者，在小說中走過一次，必然刻骨銘心。」[4]
- 桑梓蘭在《浮現中的女同性戀：現代中國的女同性愛欲》中提到：「或許邱妙津小說的價值之處，正是把女同性戀個體的自我感受和女同性戀公眾論述（包括女同性戀運動論述）之間的纏結相鬥加以戲劇化。她揭示個體經歷恐同症的痛苦，要比激進社群的聯合政治聲明來得有過之而無不及。只是對台灣一些酷兒理論家而言，邱妙津的作品似乎不夠具有戰鬥性。」[2]
- 許珮語在其碩士論文中認為敘事者皆從第一人稱的角度開展故事情節，看似只是單方面與讀者訴說，實則主動邀請讀者進入文本參與敘事者的「告白」[7]。
- 劉亮雅等則認為《鱷魚手記》是一篇成長小說（Bildungsroman)，回顧式的挖掘女同志成長過程中的創傷。[14]